# Schizomeria carrii
Schizomeria carrii är en tvåhjärtbladig växtart som beskrevs av H. C. Hopkins. Schizomeria carrii ingår i släktet Schizomeria och familjen Cunoniaceae. Inga underarter finns listade i Catalogue of Life.